# EMT Luna NG
LUNA NG (Luftgestützte Unbemannte NahaufklärungsAusstattung der Nächsten Generation) ist ein unbemanntes Aufklärungssystem, das seit 2010 von dem ehemaligen deutschen Hersteller EMT Penzberg entwickelt wurde (heute Teil der Rheinmetall AG).

## Technische Daten
Die Drohne hat eine Spannweite von 530 cm und ein maximales Abfluggewicht von 110 kg. Sie kann je nach Nutzlast bis zu 12 Stunden in der Luft bleiben. Sie startet mit Hilfe eines Katapultes. Die Landung erfolgt an einem Fallschirm oder mittels Netzlandung mit autonomem Landeanflug. Die Flugroute wird vor dem Start programmiert, kann aber auch während des Flugs von der Bodenstation geändert werden.
Zum Lieferumfang eines System LUNA NG/B gehören fünf unbemannte Luftfahrzeuge mit elektrooptischer und Infrarot-Sensorik, zwei Bodenkontrollstationen und die dazugehörigen Kommunikationsmittel in geschützten Funktionscontainern, zwei Telemetrie-Antennen auf Anhängern, eine in einem geschützten Container integrierte Werkstattausstattung sowie ein Ersatzteilpaket. Zu einem System gehören in der Standardkonfiguration je zwei Start- und Landevorrichtungen. Auch die technische Dokumentation und Ausbildungsmittel sind im Lieferumfang eines Systems enthalten.
- Spannweite: 5,30 m
- MTOW: 110 kg
- Geschwindigkeit: 80–150 km/h
- Dienstgipfelhöhe: >18.000 ft (5.486 m)
- Reichweite: > 150 km
- Einsatzdauer: >12 h[4]

## Militärische Nutzer

### Deutschland
Im Juli 2017 bestellte die Bundeswehr zunächst drei Systeme sowie ein zusätzliches Ausbildungssystem als Einstieg in die Ablösung der Systeme LUNA und KZO. Im Jahr 2019 gab der Haushaltsausschuss des Deutschen Bundestages rund 130 Millionen Euro zur Beschaffung weiterer neun Luna Aufklärungssysteme frei. Die somit bestellten 13 Systeme (inkl. einem Ausbildungssystem) Luna Next Generation / Bundeswehr (Luna NG/B) sollen die (6 Systeme mit je 10 Drohnen) Kleinfluggeräte Zielortung (KZO) in der Artillerietruppe und der Heeresaufklärungstruppe ablösen. Die Auslieferung des ersten Systems zum Einsatz bei der Heeresaufklärungstruppe war bereits für 2019 geplant. Aber es kam zu Verzögerungen und das Amtsgericht Weilheim musste Anfang Dezember 2020 ein Insolvenzverfahren in Eigenverwaltung über die EMT anordnen, weshalb es zu keiner Auslieferung kam. Im Januar 2022 wurde EMT schließlich von Rheinmetall übernommen.
Im September 2023 bewilligte der Haushaltsausschuss des Deutschen Bundestages erneut die Beschaffung aller 13 Systeme (zwölf Einsatzsysteme und eines für die Ausbildung), inzwischen zu einem Gesamtauftragswert von rund 291 Millionen Euro. Die Vertragsunterzeichnung erfolgte am 28. September und die Auslieferung aller Systeme ist nun für den Zeitraum 2025–2028 geplant.
Das System soll bei der Heeresaufklärungstruppe und der Artillerietruppe der Bundeswehr unter der Bezeichnung HUSAR (Hocheffizinetes Unbemanntes System Zur Aufklärung mittlerer Reichweite) eingeführt werden.

### Ukraine
Die Ukraine erhielt von Deutschland im Dezember 2023 ein System inklusive des Startkatapults, einer optionalen Fangnetzausstattung für die Landung und diverser Geräte zur raschen Instandsetzung.